# Aldo Baglio
Aldo Baglio (Palermo, 28 de septiembre de 1958) es un actor, comediante y director de cine italiano, reconocido principalmente por hacer parte del trío de comedia Aldo, Giovanni & Giacomo.

## Biografía
A comienzos de la década de 1980 inició una carrera como humorista con Giovanni Storti, con quien formó un dúo de comedia. En 1985 se les unió Giacomo Poretti, formando de esta manera el grupo Aldo, Giovanni & Giacomo, que logró repercusión en su país. Aunque ha aparecido acompañado de ambos humoristas en la mayoría de sus actuaciones en cine y televisión, en 2019 participó en solitario en el filme Scappo a casa.

## Filmografía

### Como actor
- 2020 - Odio l'estate
- 2019 - Scappo a casa
- 2018 - Vengo anch'io
- 2016 - Fuga da Reuma Park
- 2014 - Il ricco, il povero e il maggiordomo
- 2013 - Ammutta muddica al cinema
- 2013 - Ci vuole un gran fisico
- 2010 - La banda dei Babbi Natale
- 2009 - Baarìa
- 2008 - Il cosmo sul comò
- 2006 - Anplagghed al cinema
- 2006 - Un filo intorno al mondo
- 2004 - Tu la conosci Claudia?
- 2002 - La leggenda di Al, John e Jack
- 2002 - Mai dire Domenica
- 2001 - Zero Comico
- 2000 - Chiedimi se sono felice
- 1999 - Tutti gli uomini del deficiente
- 1999 - Tel chi el telùn
- 1998 - Così è la vita
- 1997 - Tre uomini e una gamba
- 1996 - I corti di Aldo, Giovanni & Giacomo

### Como director
- 2016 - Fuga da Reuma Park
- 2014 - Il ricco, il povero e il maggiordomo
- 2002 - La leggenda di Al, John e Jack
- 2000 - Chiedimi se sono felice
- 1998 - Così è la vita
- 1997 - Tre uomini e una gamba